# Copelatus ferruginicollis
Copelatus ferruginicollis är en skalbaggsart som beskrevs av Régimbart 1895. Copelatus ferruginicollis ingår i släktet Copelatus och familjen dykare. Inga underarter finns listade i Catalogue of Life.